# Sarape
El sarape, zarape o jorongo es una prenda mexicana de vestir masculina que porta el hombre de campo para cubrirse de la lluvia y el frío. Es un atuendo considerado mexicano, el sarape es proveniente del estado de Tlaxcala aunque cada estado de México tiene su propio estilo, a veces cambiando la forma de elaboración, el diseño, o el estilo. Sirve para abrigar o como cobija, también ha servido de alfombra o tapete (véase "petate"). El Diccionario de la Lengua Española distingue entre el sarape, una frazada, y el jorongo, similar al poncho.
Es la prenda de gran tradición rural en todo México y parte de Guatemala, aunque tiene reminiscencias de su origen en la época colonial de la Nueva España, es un diseño sincretizado con motivos prehispánicos e ibéricos, se fabrica con fibra de algodón o lana de oveja, el hilo es de múltiples colores y los diseños son únicos; dentro de los motivos están las grecas, las herraduras de caballo o figuras zoomorfas.
El hilo es de gran grosor, teñido con pigmentos naturales y se tejía a la manera tradicional indígena, pero el telar que fue traído de Europa sustituyó rápidamente a la antigua elaboración. Cada nudo va ligado en forma de estera y se van insertando los colores deseados con un largo proceso de trabajo.

## Historia

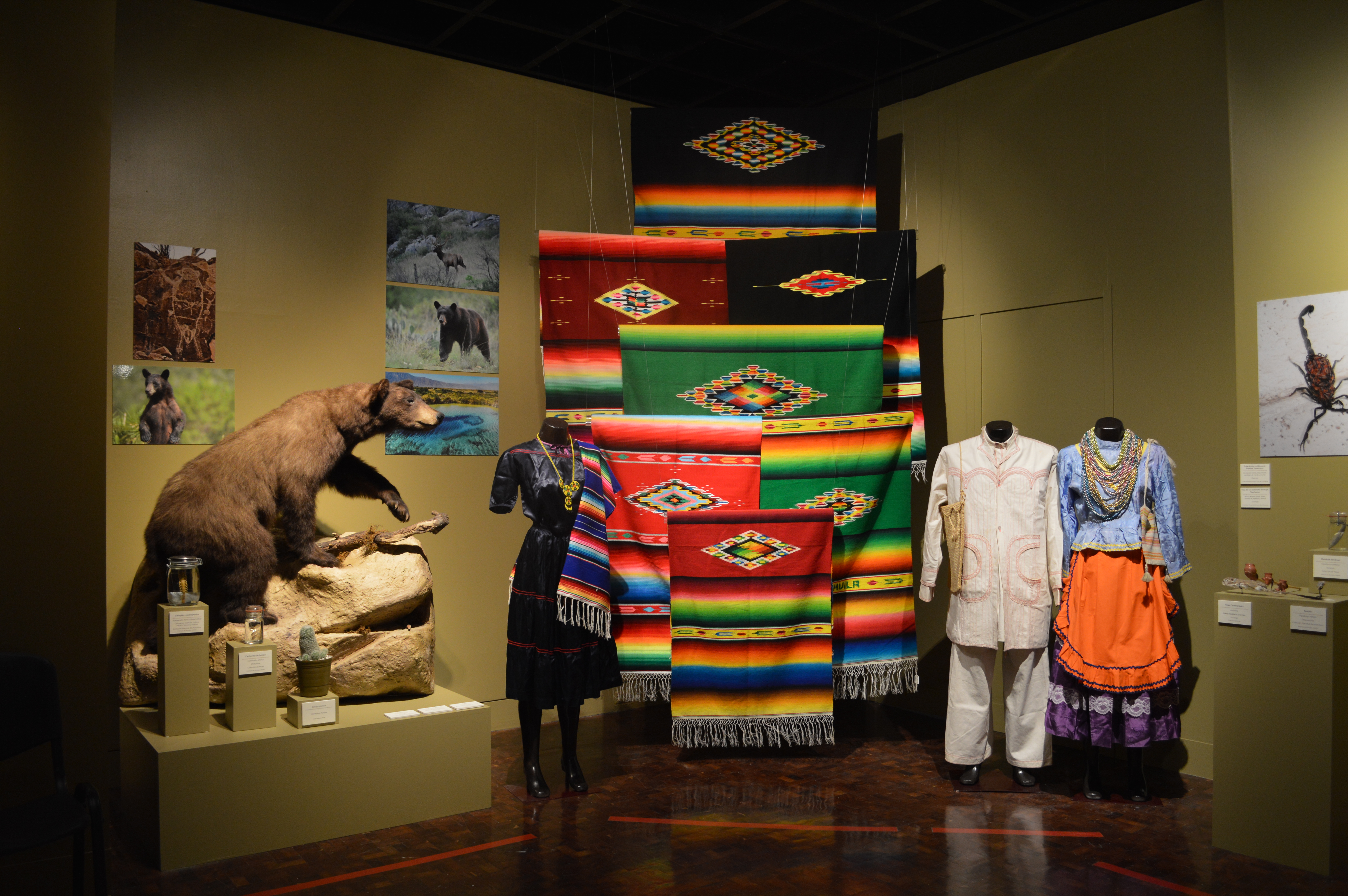
Exhibición centrada en sarapes de Coahuila en "El Norte, su materia, su artesania" en el Museo de Arte Popular en la Ciudad de México.

El sarape nace del mestizaje de la Nueva España. La llegada de los españoles provocó no solo grandes cambios en la gastronomía, el idioma y la religión, sino también en la indumentaria. Este  trozo de tela se formó con la influencia de la tilma, de origen nativo, y la capa valenciana, de origen español, poco después de la conquista. Ambas prendas se crearon de forma diferente porque una se confeccionó manualmente y la otra con una máquina europea. El hilo y el teñido fueron diferentes, pero a medida que se fueron adaptando ambas elaboraciones, el proceso de hacer el nudo cambió.
Las prendas de estilo europeo fueron adoptadas por los nativos, aunque no del todo, porque al reproducirlas, las etnias nativas imprimieron su cosmovisión en el diseño, como los yaquis y los huicholes, lo que a veces les da el aspecto colorido y patrones intrincados en algunos sarapes como los sarapes de Saltillo, Coahuila.

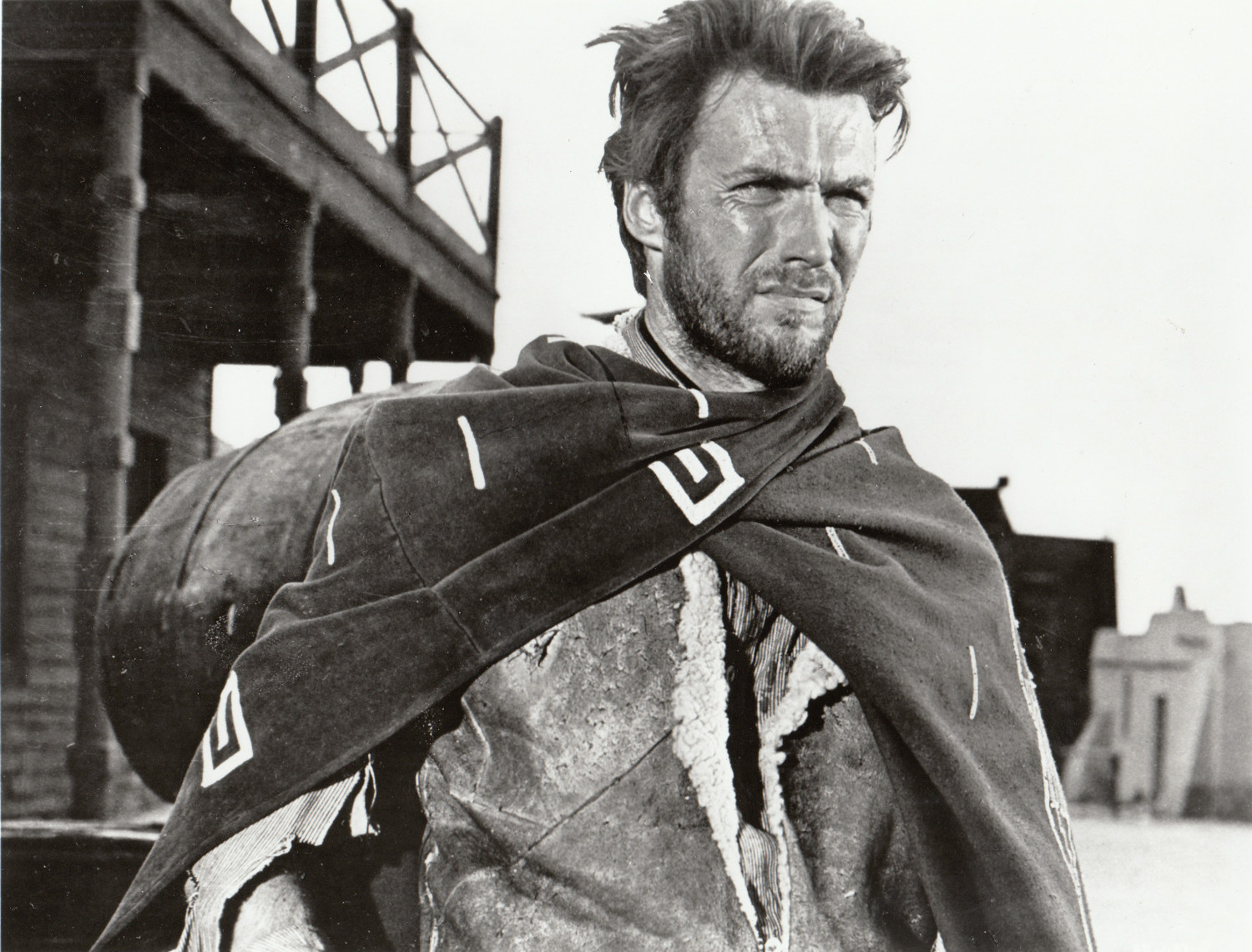
Clint Eastwood con un sarape en la película Por un puñado de dólares (1964).